# Meyers reagens
Meyers reagens är en lösning av 13,546 g kvicksilverklorid och 49,8 g kaliumjodid i 1 liter vatten och används som reagens för de flesta alkaloiderna. Dessa utfälls, i en svagt sur vätska, som gulvita amorfa fällningar vid tillsats av reagenset. Några av dessa övergår sedan i kristallinsk form.
Bland de alkaloider, som ej utfälls av detta reagens, kan nämnas koffein, kolchicin och solanin.